# Cavallo Irlandese da tiro
L'Irlandese da tiro (Irish Draught) è una razza equina originaria dell'Irlanda, con diffusione anche in Gran Bretagna. È riconosciuto per essere un buon soggetto per il tiro medio-leggero, da sella e per lavori agricoli. Dal punto di vista caratteriale si tratta di esemplari versatili, coraggiosi, attivi oltre che amichevoli.

## Storia
Questa razza nasce probabilmente in seguito all'incrocio con esemplari da tiro europei di origine francese e fiamminga avvenuto successivamente all'invasione risalente al 792 da parte dei Normanni nel territorio irlandese. Questo comportò una modifica sostanziale della taglia che aumentò gradualmente, accompagnata dal perfezionamento del temperamento. Ma è dal 1172 che, con le influenze inglesi, compare questo esemplare molto robusto ma di dimensioni più contenute (1.57m).
Nel passato era una razza utilizzata prevalentemente per il lavoro agricolo ma all'inizio dell'Ottocento viene incrociato con il purosangue inglese, sviluppando quelle caratteristiche che gli hanno permesso di diventare anche un ottimo cavallo da sella, impiegato nelle battute di caccia. Ci furono due periodi nel corso della storia che misero a rischio la sopravvivenza di questi esemplari: il primo nel 1847 (dovuto alla grande carestia) e l'altro nel 1879 (causa crisi economica).
Gli anni seguenti portarono ad un aumento improvviso della domanda di questi cavalli. Si cercò pertanto di far fronte alla carenza tramite le importazioni di due razze provenienti dalla Scozia: il Shire e il Clydesdale. Incrociando tali razze con le fattrici di Irlandese da tiro si riuscì a sopperire alla mancanza numerica, a discapito di alcune caratteristiche morfologiche e qualitative che venivano acquisite dal puledro. Solo con il 1904 si iniziò a lavorare in ambito di miglioramento genetico di questa razza, finanziato dallo Stato per gli stalloni. È così che nacque il libro dedicato a questa apprezzata razza: Book for Horses of the Irish Draught Type mentre lo Stud Book venne pubblicato nel 1917.

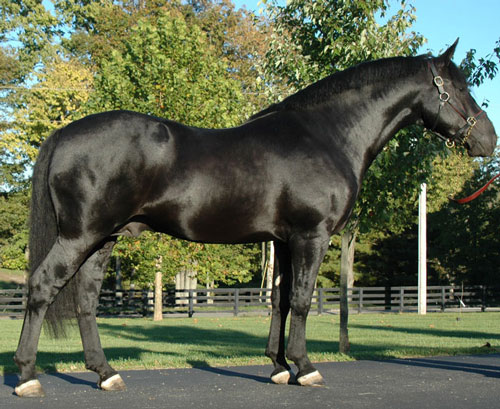
Cavallo Irlandese da Tiro

Diversi avvenimenti provocarono un'ulteriore calo numerico:
- Prima Guerra Mondiale[9] che portò alla morte migliaia di esemplari, inviati al fronte;
- Prima della meccanizzazione del ventesimo secolo veniva venduta la forza motrice per eccellenza fino a quel momento, il cavallo da tiro. Successivamente vennero preferite le nuove macchine, come il trattore. La maggior parte dei cavalli fu destinata al macello;
- Selezione aggressiva per le qualità di salto: le giumente da tiro irlandesi furono usate moltissimo nell'ambito degli incroci, soprattutto con lo stallone purosangue[6]. Si ottenne così una notevole produzione di esemplari sportivi, sviluppati particolarmente nel cross-country[10] e come saltatori. Questa peculiarità e popolarità nei suddetti incroci, favorì però una selezione aggressiva verso i caratteri qualitativi migliori per il salto, a discapito della diversità genetica. Divenne così una razza a rischio di estinzione.

A partire dal 2009 entra in una lista americana che supervisiona le razze speciali. Inoltre l'Irish Draft Society e Irish Cattle Breeding Federation hanno redatto uno studio per promuovere la diversità genetica, ma anche migliorarne i tratti tradizionali.

## Morfologia
Il cavallo Irlandese da Tiro è un soggetto classificato come meso-brachimorfo, via di mezzo tra i cavalli da sella e i cavalli da tiro.
Ha un'altezza che si aggira tra 152 e 172 cm al garrese. Per quanto riguarda il peso, può arrivare fino ai 600–700 kg.

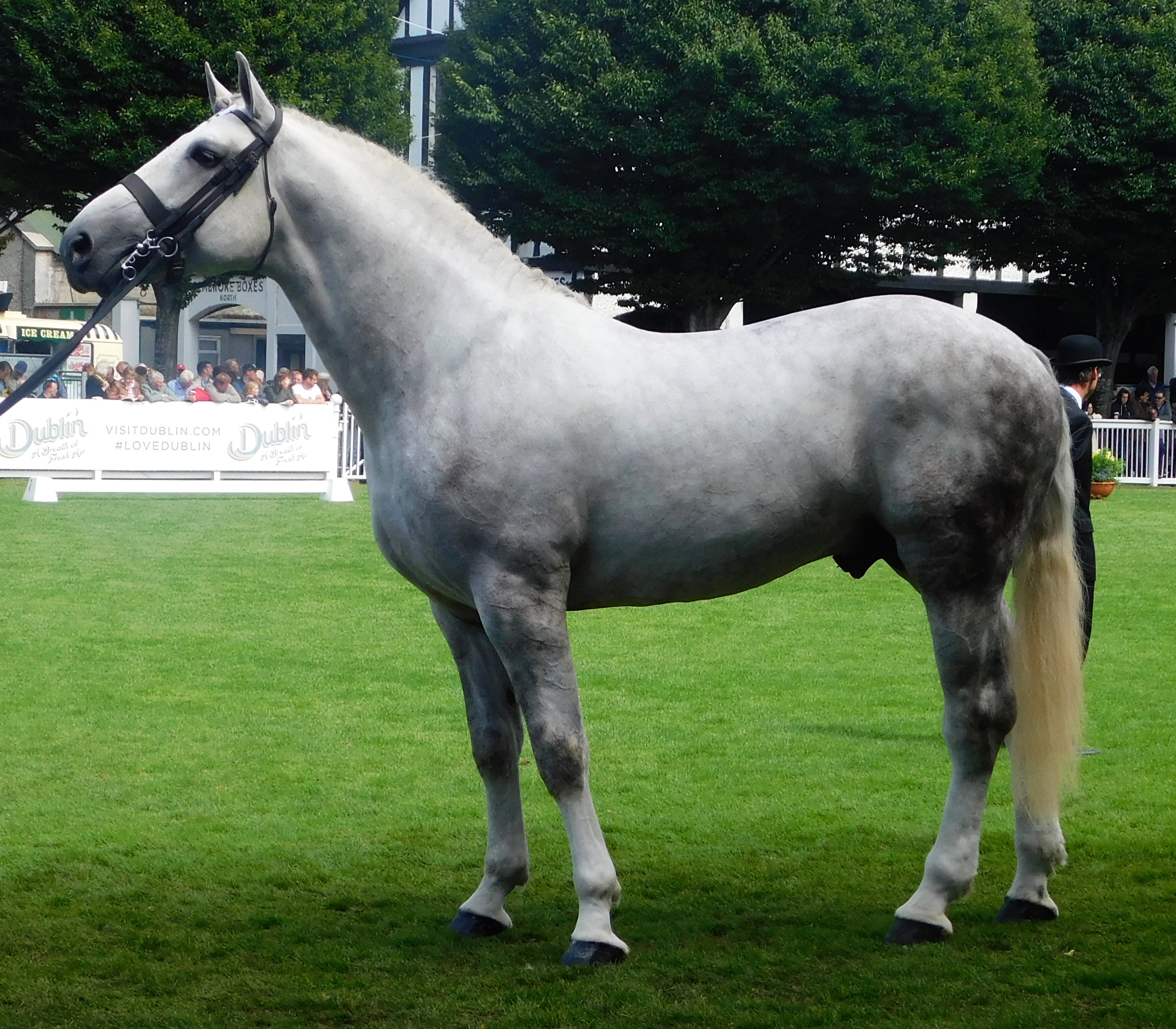
Irish Draught

Dal punto di vista fenotipico presenta le seguenti caratteristiche:
- testa piccola, proporzionata, fronte ampia, orecchie ben diritte, narici ampie
- il collo è molto forte, con un garrese ben rilevato che da' il suo contributo a mettere in evidenza le spalle, le quali risultano essere massicce e possenti, un punto di forza per la sua attività
- la linea dorso- lombare lunga e dritta, termina con una coda molta folta e ben attaccata
- groppa obliqua
- petto muscoloso con un torace possente
- arti solidi, muscolosi, con pochi peli
- infine lo zoccolo è largo e questo lo rende molto stabile.

Anche se si parla di una razza massiccia le sue caratteristiche morfologiche lo rendono molto slanciato.
L'Irish Draught è caratterizzato da un mantello omogeneo che può essere delle più svariate colorazioni, tra queste: bianco, nero, marrone, dun, champagne, cremello, palomino, perlino, grullo, roan. Sono però il grigio e il baio i più comuni.
Può presentare inoltre striature bianche, che però non sono viste come segni di pregio, soprattutto sopra le ginocchia.

## Carattere e attitudini
Il cavallo Irlandese da tiro è un ottimo esemplare, utilizzato in molti contesti: ideale per il tiro, da sella, adoperato in lavori agricoli e nonostante la sua mole, è anche considerato un buon saltatore. È riconosciuto per essere tra i più versatili entro le razze da tiro pesante, infatti durante il corso della storia è stato maggiormente usato nell'agricoltura, grazie alle sue doti di traino dell'aratro e non solo, anche di trasporto merci, ma ad oggi ha un uso consolidato nella caccia e come cavallo da sella.
È diffuso l'incrocio con il Purosangue inglese, che dà origine allo Hunter irlandese, ottimo saltatore.

## Dieta e salute
Questa razza ha una mole rilevante e ha importanti esigenze nutrizionali. La sua dieta è basata su cereali, erba e legumi. Viene aggiunto un ridotto contenuto lipidico alla razione in modo da rendere costante la costituzione muscolare, altrimenti un peso vivo troppo elevato causerebbe una situazione di stress su ossa ed articolazioni.
Il cavallo da tiro irlandese si presenta come una razza sana, anche se ci possono essere delle problematiche di salute soprattutto in fase giovanile. Le più comuni sono:
- Malattie ortopediche[7] dello sviluppo;
- Malattie degenerative delle articolazioni;[15]
- Infiammazione della placca di crescita.

## Campioni cavalli sportivi irlandesi

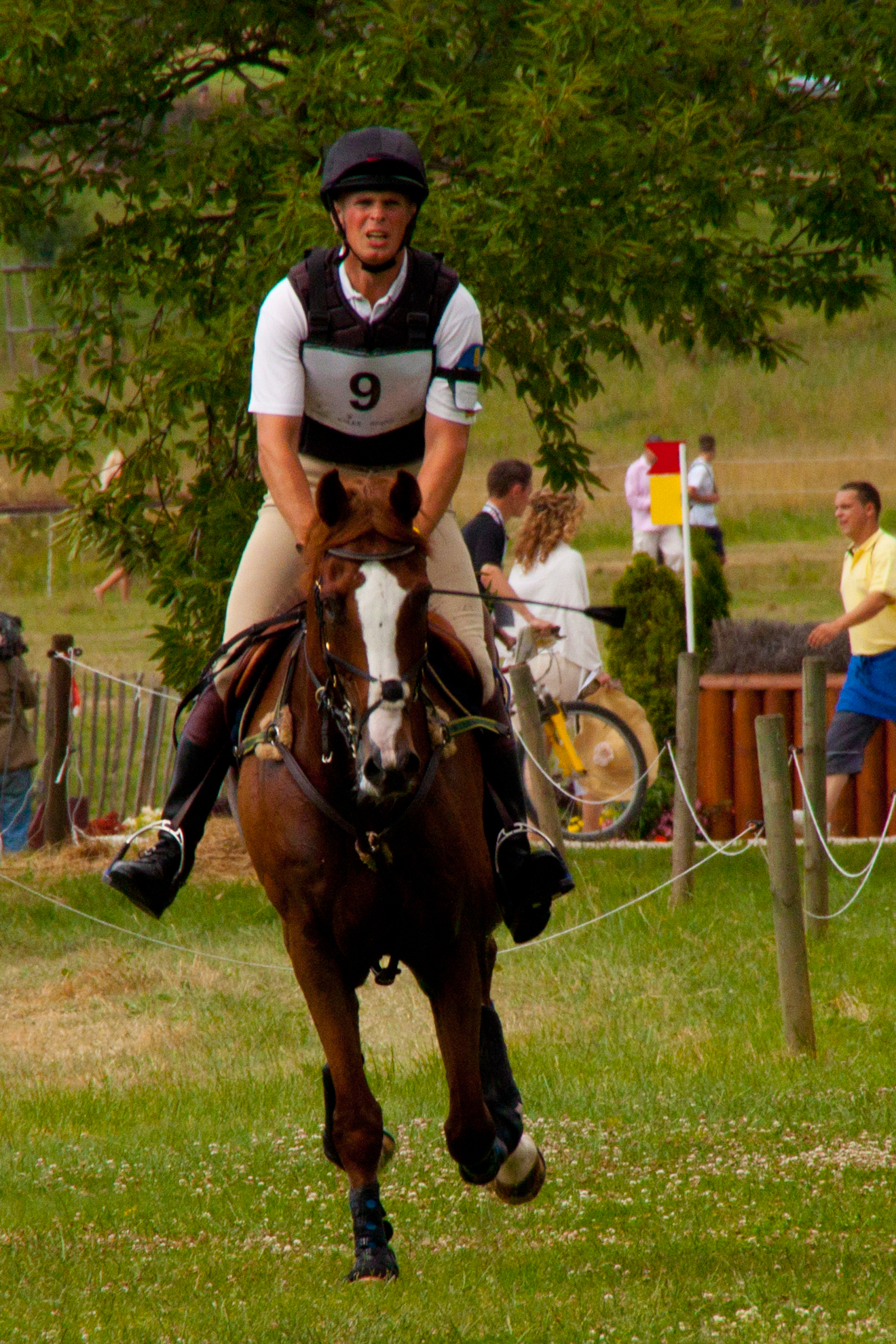
Frank Ostholt e Mr. Medicott

Tra i campioni sportivi si ricordano:
- Crociera: campione di salto ostacoli.
- Mr. Medicott: ha partecipato alle Olimpiadi di Pechino nel 2008, classificandosi primo insieme al cavaliere tedesco Frank Ostholt. Nel 2018 ha concluso la sua carriera sportiva, andando in pensione.
- Flexible: ha avuto una carriera fiorente fino all'età di 21 anni e nel 2019 ha vinto la Smart Grand Prix.
- Castello di Ballynoe RN: riconosciuto per aver il maggior punteggio agli United States Eventing Association.[16]